# Груднинно-ключично-соскоподібний м'яз

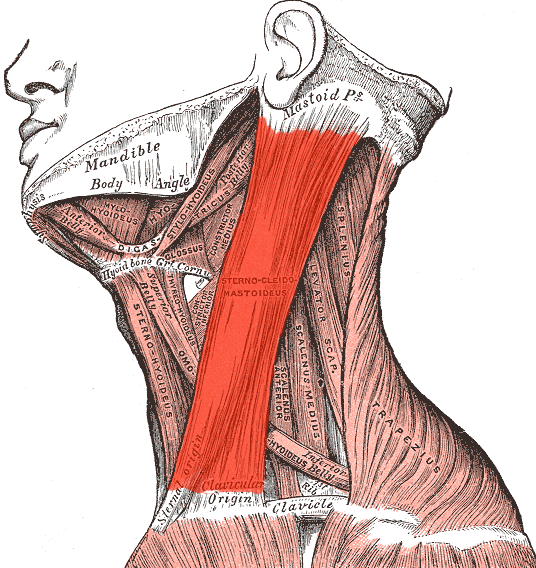
Латеральне зображення м'язів шиї. Кивальний м'яз виділений червоним кольором.

Грудни́нно-ключи́чно-соскоподі́бний м'яз (кивальний м'яз, лат. musculus sternocleidomastoideus)  — м'яз шиї, що кріпиться двома частинами до руків'я груднини й груднинного кінця ключиці, піднімається догори назад і дещо назовні; прикріплюється до соскоподібного відростка скроневої кістки і бічного відрізка верхньої каркової лінії.

## Етимологія
Свою назву м'яз отримав завдякі назвам тих анатомічних утворень, до яких він прикріпляється: руків'я груднини, ключиці та соскоподібного відростка скроневої кістки.

## Функція

### Одностороннє скорочення
Поворот голови в протилежний бік і незначне згинання

### Двостороннє скорочення
Утримання голови вертикально, згинання або розгинання шийного відділу хребта (залежно від початкового положення голови).
Піднімання грудної клітки при фіксованій голові (допоміжний дихальний м'яз).

## Інервація
М.sternocleidomastoideus інервується 11 парою черепних нервів (n. accessorius), що має в своєму складі рухові волокна, та чутливими волокнами нервів з шийного сплетення. Пропріоцептивна чутливість забезпечується дорзальною гілкою другої та третьої пари (C2-C3) шийних нервів.